# Leon Kozłowski
Pour les articles homonymes, voir Kozłowski.
Leon Tadeusz Kozlowski (né le 6 juin 1892 à Rembieszyce, mort le 11 mai 1944 à Berlin) est un archéologue et un homme d'État qui est le premier ministre de la Pologne de mai 1934 à mars 1935.